# Bei Dao
Bei Dao   (Pequín, 2 d'agost de 1949) (en xinès simplificat: 北岛; en xinès tradicional: 北島; en pinyin: Běidǎo; literalment: «Illa del nord») és el nom de ploma i pseudònim del poeta xinès Zhao Zhenkai (S: 赵振开, T: 趙振開, P: Zhào Zhènkāi). Nascut a la capital, va començar a escriure poemes sota diversos pseudònims fins que va escollir definitivament Bei Dao, donat pels seus amics que li deien que era perquè va venir del nord i a causa de la seva preferència per solitud. És el representant més destacat dels poetes brumosos, un grup de poetes xinesos que van reaccionar contra les restriccions de la Revolució Cultural.

## Biografia
A la seva adolescència, Bei Dao fiu membre de les Guàrdies Roges, els seguidors entusiastes de Mao Zedong, que va fer complir els dictats de la Revolució Cultural, sovint emprant mitjans violents. Davant els dubtes que li van sorgir sobre la Revolució fou re-educat com a treballador de la construcció, de 1969 a 1980. Amb el també escriptor Mang Ke van fundar la revista Jintian, la publicació portaveu dels poetes brumosos; es va publicar de l'any 1978 fins al 1980, any que fou prohibida. La tasca dels poetes brumosos i la feina de Bei Dao en particular, van esdevenir una inspiració als moviments pro democràcia dins la Xina. El seu poema «Huídá» (回答, La Resposta), que va escriure durant els incidents de Tian'anmen el 1976, en els que va participar, va esdevindre la seva obra més notable. El poema va ser utilitzat com un himne pels moviments per la democràcia i va aparèixer a diferents cartells durant les protestes de la plaça de Tian'anmen de 1989. Durant aquestes protestes de 1989 i tirotejos subsegüents, Bei Dao era a una conferència literària a Berlín i no li va ser permès retornar a la Xina fins al 2006. A la seva dona, Shao Fei, i a la seva filla no els van permetre tampoc sortir de la Xina durant els següents sis anys. De llavors ençà, el 1987, Bei Dao va viure i continuar la seva feina a l'exili, a Anglaterra, Alemanya, Noruega, Suècia, Dinamarca, els Països Baixos, França, i els Estats Units. La seva tasca com a escriptor ha estat traduïda a vint-i-cinc llengües, incloent cinc volums de poesia en anglès junt amb la col·lecció d'història Waves (1990) i les col·leccions d'assaig Blue House (2000) i Midnight's Gate (2005). La seva feina ha estat inclosa en antologies com The Red Azalea: Chinese Poetry Since the Cultural Revolution (1990) i Out of the Howling Storm: The New Chinese poetry.
Va ressuscitar la revista Jintian a Estocolm el 1990 com a «fòrum» per als escriptors xinesos expatriats, ha guanyat nombrosos premis incloent el premi Tucholsky de la PEN sueca, el International Poetry Argana Award de la Casa de Poesia del Marroc, el Wreath of the Struga Poetry Evenings i el PEN/Barbara Goldsmith Freedom to Write Award. És també membre honorari de l'Acadèmia americana d'Arts i lletres i ha impartit classes i conferències a la Universitat de Notre Dame d'Indiana, a la Universitat d'Alabama a Tuscaloosa, al Beloit College, a Wisconsin, i és professor de Humanitats en el Centre d'Estudis asiàtics de l'est a la Universitat Xinesa de Hong Kong. També ha estat nomenat reiteradament pel premi Nobel de Literatura.